# Othnielia
Othnielia bio je rod dinosaura iz skupine Ornithischia, nazvan po osobi koja ga je opisala, profesoru Othnielu Charlesu Marshu, američkom paleontologu iz 19. stoljeća. Peter Galton je 1977. dao naziv taksonu Othnielia rex na temelju vrste koju je Marsh 1877. nazvao Nanosaurus rex.
Ostaci roda Othnielia pronađeni su u Wyomingu, Utahu i Coloradu u stijenama kasnojurske (oxfordij-tithonij) formacije Morrison, ali prema Galtonovoj reviziji skupine Ornithischia iz 2007. godine, jedini definitivni ostaci su YPM 1875 (holotipna bedrena kost vrste "Nanosaurus" 'rex') i možda još neki povezani djelići postkranijalnog kostura. On je smatrao da je ta bedrena kost nedijagnostična (tj. da se rod ili vrsta ne mogu zasnivati samo na temelju te kosti), te je prema tome postojanje roda Othnielia ocijenio nesigurnim, a dva nepotpuna kostura prenio je u novi rod Othnielosaurus. Ostaje za vidjeti hoće li to postati općeprihvaćeno, ali takva vrsta taksonomskih odluka ima mnoge presedane (na primjer, rodove Marasuchus i Lagosuchus).
Ako je taj rod zaista postojao, živio je zajedno s Apatosaurusom, Diplodocusom, Brachiosaurusom, Stegosaurusom i Allosaurusom.
Bez ostataka koji sada pripadaju rodu Othnielosaurus, smatra se da je Othnielia nomen dubium i može se opisati samo općenito, na temelju sličnih životinja. Bila je relativno malena za dinosaura, dužine između 1,5 i 2 metra i težine od oko 10 kg. To je bio okretan dvonožan biljojed, s proporcionalno kratkim rukama i dugim nogama. Pojavili su se također u romanu Jurassic Park, gdje ih nazivaju "othysima", biljojedima koji se mogu penjati po drveću, iako u stvarnosti ne postoje dokazi da su oni to zaista radili.

## Primjerci
U Galtonovom istraživanju obuhvaćeni su samo holotipni primjerak roda Othnielia i još dva nepotpuna kostura, zbog čega nije sigurno kamo pripadaju još neki kosturi koji se spominju u literaturi. Među njih spadaju i gotovo potpun primjerak u muzeju u Aathalu (Seegräbenu) nazvan "Barbara", te jedna donja čeljust (MWC 5822, priključena vrsti O. rex). S obzirom na to da je Galton smatrao da je rod Othnielia nomen dubium, ti drugi primjerci ne bi se mogli priključiti tom rodu.

### DMNH 21716
Kathleen Brill i Kenneth Carpenter su u formaciji Morrison kod Garden Parka (Colorado) pronašli ostatke mladunca ornitopoda, koji možda pripadaju vrsti Othnielia rex. Taj primjerak smatra se mladuncem zbog malenih kostiju, nespojenih kralježničkih lukova (arcus vertebrae), te stoga što su krajevi dugih kostiju "spužvasti i ne sasvim formirani". Taj primjerak katalogiran je kao DMNH 21716. Bio je okružen s pet blokova kestenjastog pješčara. Ako taj primjerak zaista pripada vrsti O. rex, onda je za trećinu manji od bilo kojeg poznatog odraslog primjerka. Njegova starosna dob, međutim, nije see mogla odrediti zato što nikada nisu pronađena jaja ili tek izlegli primjerci roda Othnielia.

## Galerija
- Dvije jedinke u borbi